# Transglobal Underground
Transglobal Underground (alternative Schreibweisen Trans-Global Underground oder TGU) ist ein Londoner Musikkollektiv. Die Musiker haben sich auf die Fusion westlicher, orientalischer und afrikanischer Musikeinflüsse spezialisiert, weshalb ihre Musik auch als „World Fusion“ oder „Ethno-Techno“ bezeichnet wurde. Die Gruppe kooperiert mit unterschiedlichen Künstlern und Bands.

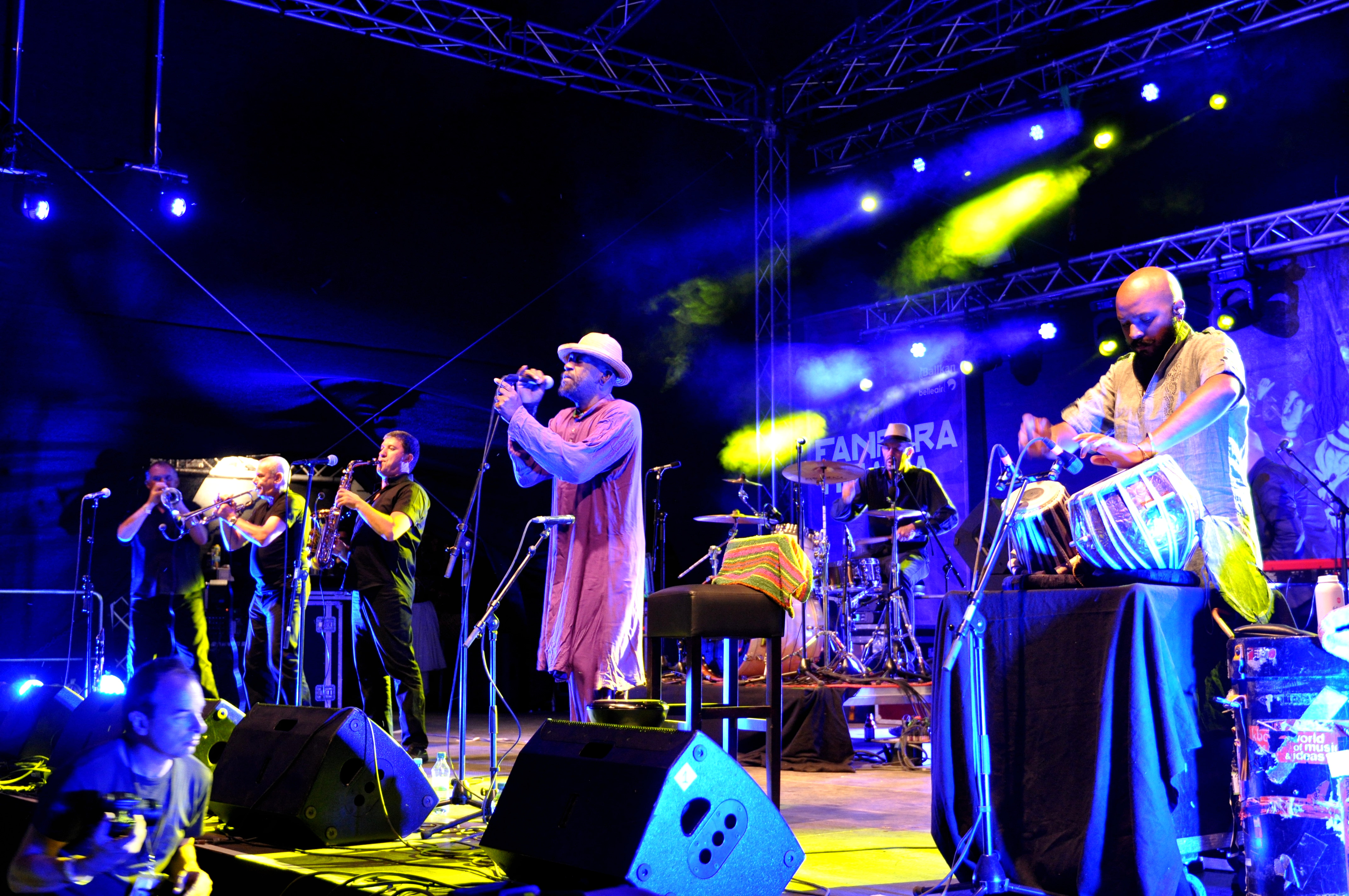
Transglobal Underground mit Fanfare Tirana 2015 beim Weltmusikfestival Horizonte auf der Festung Ehrenbreitstein

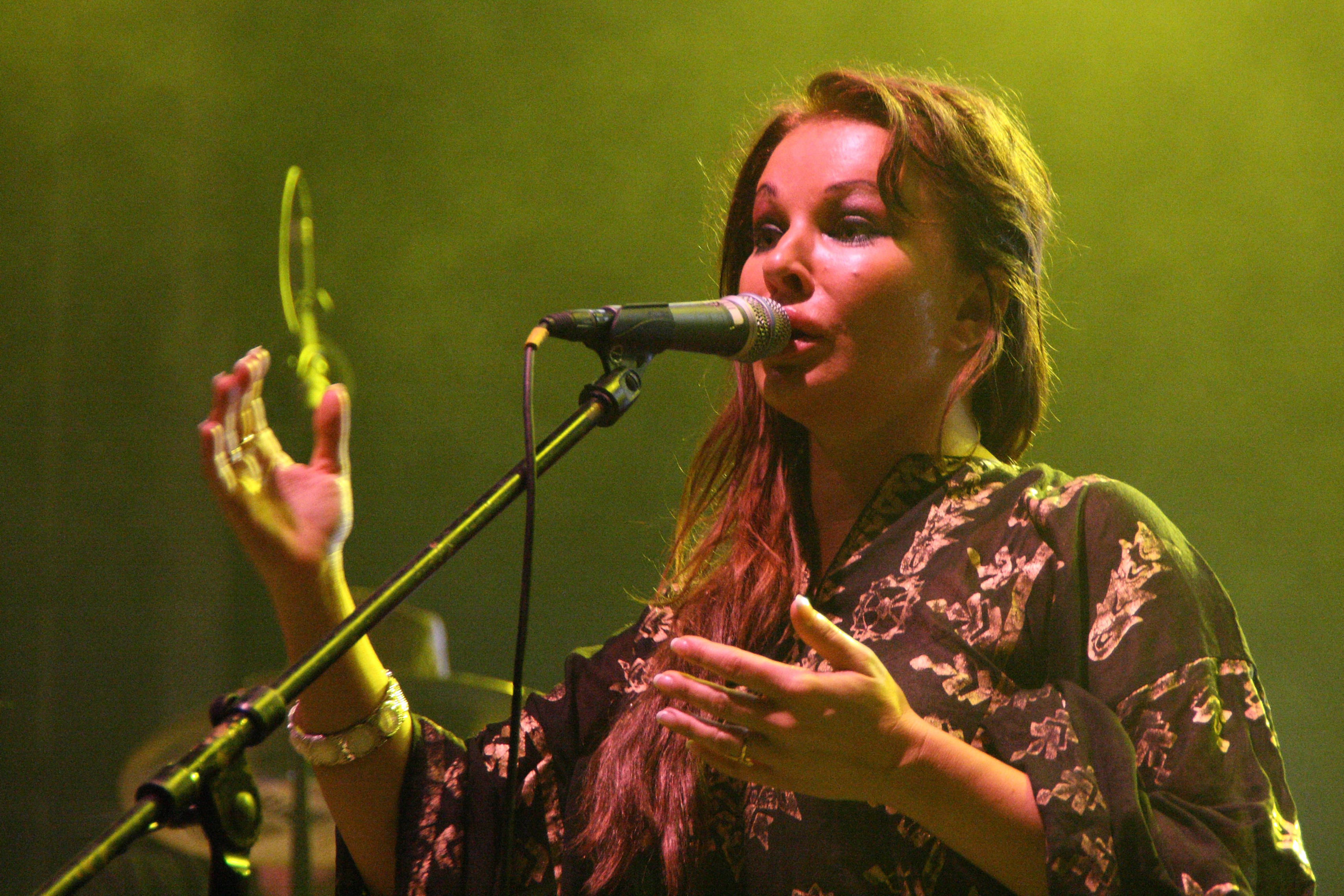
Natacha Atlas, Konzert mit Transglobal Underground 2009 beim TFF Rudolstadt

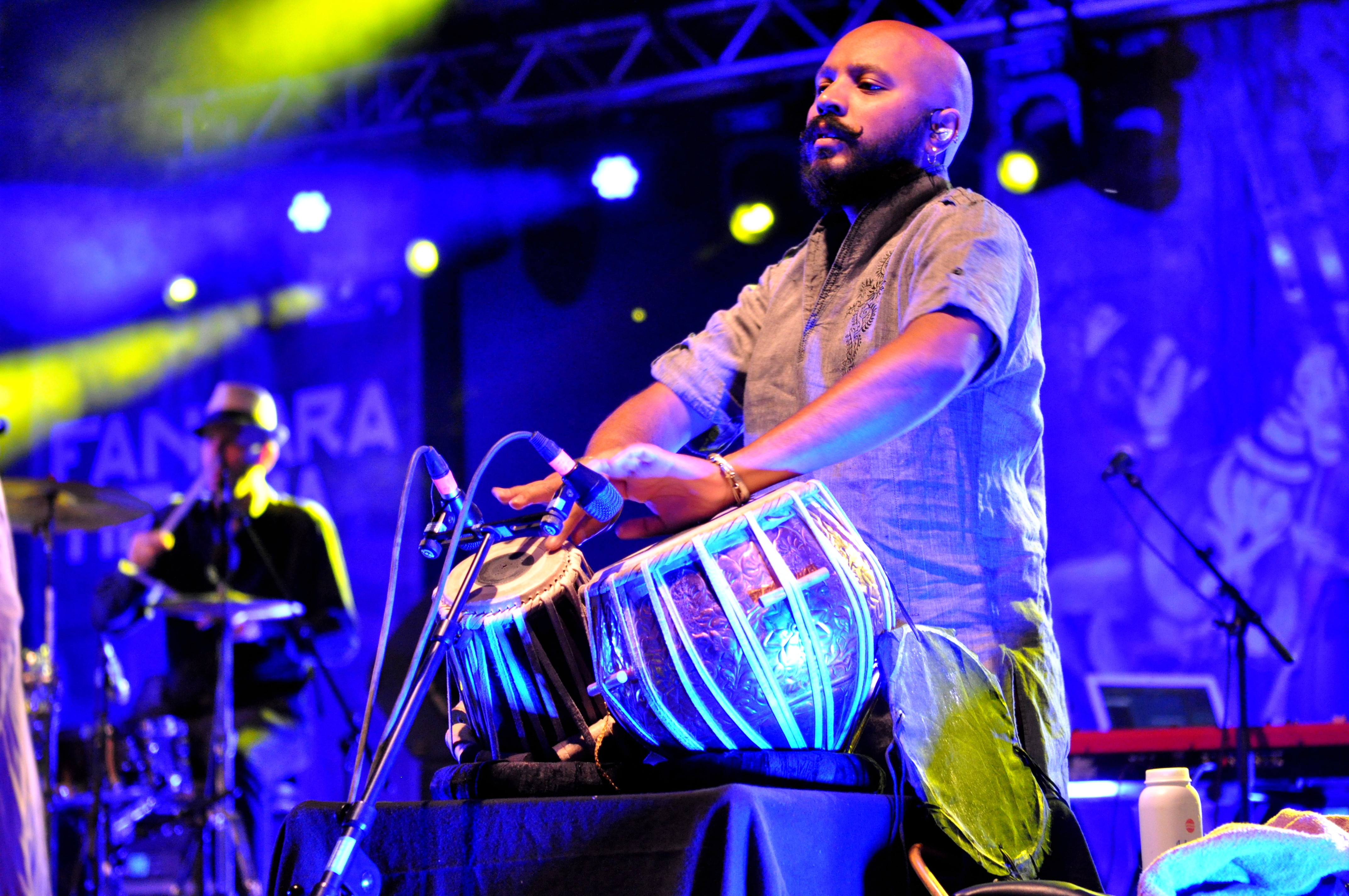
Transglobal Underground 2015 beim Weltmusikfestival Horizonte auf der Festung Ehrenbreitstein

## Geschichte
Die ersten vier Alben der Band und die Single Temple Head wurden mit der Belgierin Natacha Atlas als Leadsängerin aufgenommen. Der Song wurde für die Coca-Cola-Werbekampagne für die Olympischen Spiele 1996 verwendet.
2008 gewannen sie den BBC Radio 3 Award for World Music. Gemeinsam mit der albanischen Blaskapelle Fanfara Tirana erschien im Februar 2013 bei World Village Records ein Album mit dem Titel Kabatronics.

## Diskografie (Auswahl)
Studioalben
- 1993: Dream of 100 Nations (45)
- 1994: International Times (40)
- 1996: Psychic Karaoke (62)
- 1998: Rejoice Rejoice
- 2001: Yes Boss Food Corner
- 2004: Impossible Broadcasting
- 2007: Moonshout
- 2010: A Gathering of Strangers
- 2011: The Stone Turntable
- 2013: Kabatronics
- 2020: Walls Have Ears

Die Nummer in Klammern bezeichnet die Höchstplatzierung in den britischen Albumcharts.